# Britové v boji o rozhlas
William Greig a Thomas Vokes byli britští vojáci, bývalí němečtí váleční zajatci, kteří se podíleli na boji o rozhlas během Pražského povstání ve dnech 5.–9. května 1945. Dne 7. května měli hlavní podíl na kapitulaci části německých sil, které se boje o rozhlas účastnily. Jednalo se o posádku 123 příslušníků SS ve škole v ulici Na Smetance. Wiliam Greig obdržel za své zásluhy na osvobození Prahy Československý válečný kříž.

## Před vypuknutím povstání
Na osudy vojína Greiga, původem ze Skotska, a seržanta Vokese před zahájením Pražského povstání vzpomínal po válce architekt Václav Kopecký, v hodnosti štábního kapitána jeden z velitelů bojů o rozhlas. Vzpomínky měl přímo od dotyčných vojáků, podle svědků květnového povstání mladíků ve věku zhruba kolem dvaceti let. Podle těchto vzpomínek oba utekli z německého zajateckého tábora na území Třetí říše. Útěk, který proběhl v noci, byl obtížný. Než se dostali do protektorátu, strávili na cestě několik dní. Skončili u obce Slatina poblíž Kralup nad Vltavou a s podporou zdejších obyvatel se schovávali v místních lesích. Poté jim pražská studentka Miki Mužíková a její kamarád Jaroslav Husák pomohli s přesunem do Prahy. Podle vzpomínek samotného Greiga, které zprostředkovala novináři Davidu Vaughanovi v roce 2006 jeho dcera Linda, jeli Greig a ostatní uprchlí zajatci za doprovodu pomáhajících Čechů do Prahy vlakem. V hlavním městě protektorátu přebývali s falešnými doklady v bytě rodičů Mužíkové, který se nacházel v Navrátilově (tehdy Hopfenštokově) ulici.

## Boj o rozhlas
Václav Kopecký po válce vzpomínal, že Miki Mužíková měla mít bratrance jménem Karel Bušek, jenž měl 5. května doprovodit oba Brity k budově rozhlasu. Oba se vzápětí zapojili do bojů povstání, mimo jiné v okolní Balbínově ulici. Podle Greigových vzpomínek zaznamenaných jeho dcerou Lindou drželi Greig i Vokes po dobytí rozhlasu českými jednotkami v jeho budově poblíž vysílacího studia vyzbrojeni puškami denní i noční hlídku.
Během povstání volal Greig jménem Pražanů ze studia rozhlasu anglicky o pomoc. Slova byla adresována spojeneckým silám:
„Praha je ve velkém nebezpečí. Němci útočí tanky i letadly. Naléhavě žádáme spojence o pomoc. Pošlete ihned tanky i letadla. Pomozte nám bránit Prahu. Vysíláme z rozhlasového studia, v jehož okolí zuří bitva.“
„Prague is in great danger. The Germans are attacking with tanks and planes. We are calling urgently our allies to help. Send immediately tanks and aircraft. Help us defend Prague. At present we are broadcasting from the broadcasting station and outside there is a battle raging.“
Podle tehdy dvacetiletého svědka Jana Vrby se oba Britové zúčastnili přímých bojů o Rozhlas: „Stříleli z četnických karabin. A stříleli moc dobře. Byli to zřejmě velmi zkušení vojáci. Měli až dětinskou radost z toho, že mohou proti Němcům bojovat.“[4]
Boje v okolí rozhlasu nadále pokračovaly. Starosti povstalcům dělala posádka 123 zkušených vojáků SS, vyzbrojená dvěma těžkými kulomety, která bránila školu v ulici Na Smetance a blokovala ze svého směru přístup k rozhlasu. Pražanům způsobovaly jejich kulomety velké ztráty. Dne 7. května se čeští bojovníci spolu s Greigem a Vokesem dostali pomocí propojených sklepů domů v Balbínově ulici do domu, který se nacházel velice blízko školy. Ostřelování tamějších německých sil z této pozice ale k jejich kapitulaci nevedlo. Vokese napadlo, že zkusí s Němci vyjednávat. Součástí povstalecké delegace byli ještě Greig a velitelé boje o rozhlas Václav Kopecký spolu se štábním kapitánem Jaroslavem Zárubou, doprovázel je jeden muž s bílou vlajkou. Oba Britové na sobě měli své uniformy, které jim předtím byly vyčištěny a vyžehleny. Povstalci vycházeli z předpokladu, že Němci uvítají spojenecké zajetí raději než sovětské. To mohlo být mnohem těžší vzhledem ke snaze Sovětů pomstít se za zločiny prováděné Němci v jejich zemi. Vokes a Greig při setkání s německým velitelem předstírali, že jsou součástí britského parašutistického oddílu, působícího jako předvoj a tvrdili, že další spojenecké síly již míří na Prahu. Vokes následně odvážně doplnil: „Pokud okamžitě nepřijmete bezpodmínečnou kapitulaci, budete během několika hodin rozdrceni spojeneckým letectvem!“ Zmatení příslušníci SS následně v 11:45 kapitulovali a povstalcům odevzdali velkou zásobu zbraní a munice.

## Po válce
Po skončení bojů se oba Britové zúčastnili oslavy v bytě manželů Mužíkových. Wiliam Greig obdržel za účast v bojích Pražského povstání Československý válečný kříž 1939. Podle dopisu jeho dcery Lindy novináři Davidu Vaughanovi žil ještě v roce 2006, ačkoli jeho zdraví již bylo dost chatrné. Na svou účast v bojích Pražského povstání a vyznamenání, které za něj obdržel, vzpomínal s pýchou. Thomase Vokese se pokusil kontaktovat novinář Stanislav Motl v druhé dekádě 21. století, adresu získal od známé Miki Mužíkové. Dopis se mu ale vrátil se zprávou, že adresát je neznámý.